# Урянхайский край
Урянха́йский край (тув. Таңды Урянхай, кит. трад. 烏梁海邊疆區, упр. 乌梁海边疆区, пиньинь Wūliánghǎi Biānjiāngqū) — историческое название региона на востоке Центральной Азии в 1914—1921 годах, совпадающего с территорией современной Тувы. До 1912 года край находился в составе Цинской империи под управлением Палаты внешних сношений, и носил название «Танну-Урянхай» (кит. трад. 唐努烏梁海).

## Этимология
Термин «Урянх» — монгольского происхождения. В российских документах XVII — начала XX века тувинцев называли урянхайцами, урянхами.

## История

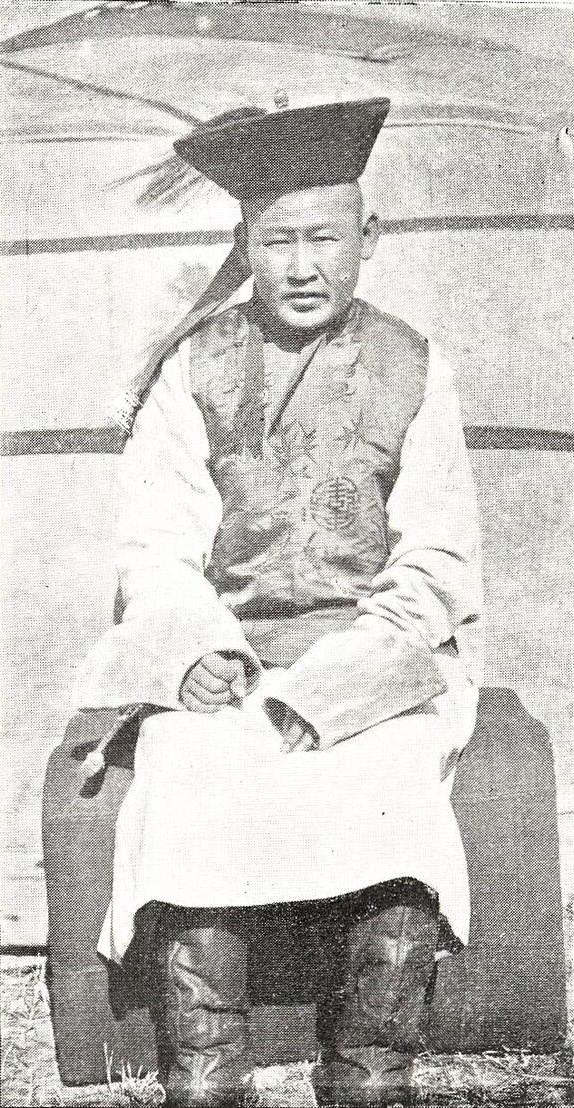
Фотография Комбу-Доржу, сделанная в 1905 году

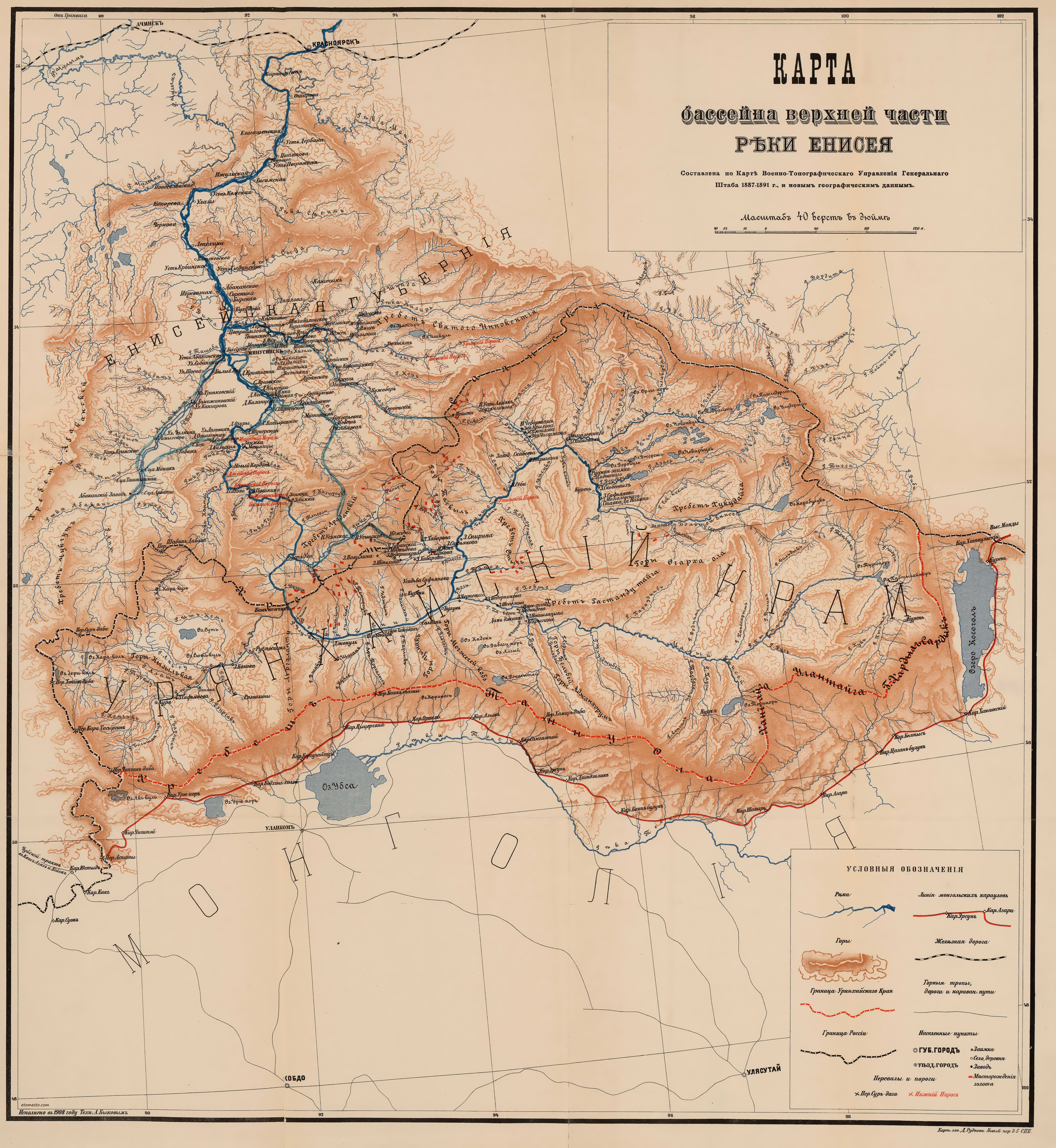
Карта верховьев Енисея и Урянхайский край в начале XX века

С конца XVII и до начал XX века территория Урянхая входила в состав Цинской империи. Буринский трактат 1727 года установил русско-китайскую границу от Тихого океана до Западных Саян, таким образом, что Урянхай остался на китайской стороне границы. В конце XIX веке в российских политических кругах возник Урянхайский вопрос, суть которого сводилась к уточнению границы с Китаем в районе Урянхая. По мнению российской стороны граница между Российский и Цинской империями должна была проходить не по Саянскому хребту, а по находящемуся южнее хребту Танну-Ола. В конце XIX — начале XX веков для изучения географии региона в Урянхайский край было направлено несколько экспедиций российских учёных, таких как Б. К. Шишкин, П. Н. Крылов, В. М. Родевич,  В. Л. Попов, Г. Е. Грумм-Гржимайло и других.
С 1870-х годов началось заселение в Урянхайский край русских крестьян и к 1909 году здесь жили уже 9 тыс. русских.
После Синьхайской революции в Китае, о своей независимости объявила Монголия, в результате чего Урянхай оказался отрезанным от Китая и китайцы были изгнаны из региона. В 1912—1913 годах тувинские нойоны (амбын-нойон Комбу-Доржу, Чамзы Хамбы-лама, нойон Даа-хошуна Буян-Бадыргы и другие) обращались к царскому правительству с просьбой принять Туву под протекторат Российской империи.
4 (17) апреля 1914 года установлен протекторат России над пятью хошунами Урянхайского края. Край был включён в состав Енисейской губернии с передачей ведения в Туве политических и дипломатических дел Иркутскому генерал-губернатору. Общее управление краем формально находилось в руках амбын-нойона, а фактически в руках российского комиссара в Урянхайском крае и чиновника переселенческого управления, который ведал устройством русских переселенцев. Их резиденцией стал основанный в 1914 году посёлок Белоцарск. Численность населения края в это время определялась в 73 тыс. человек. Начальником переселенческого управления, а после Февральской революции 1917 года и комиссаром российского правительства в Урянхае являлся А. А. Турчанинов. Началось строительство Усинского тракта от Минусинска до Белоцарска.
В административном отношении Урянхайский край делился на 7 хошунов: Бейсэ, Даа, Маады, Оюннарский, Салчакский, Тоджинский и Чооду.

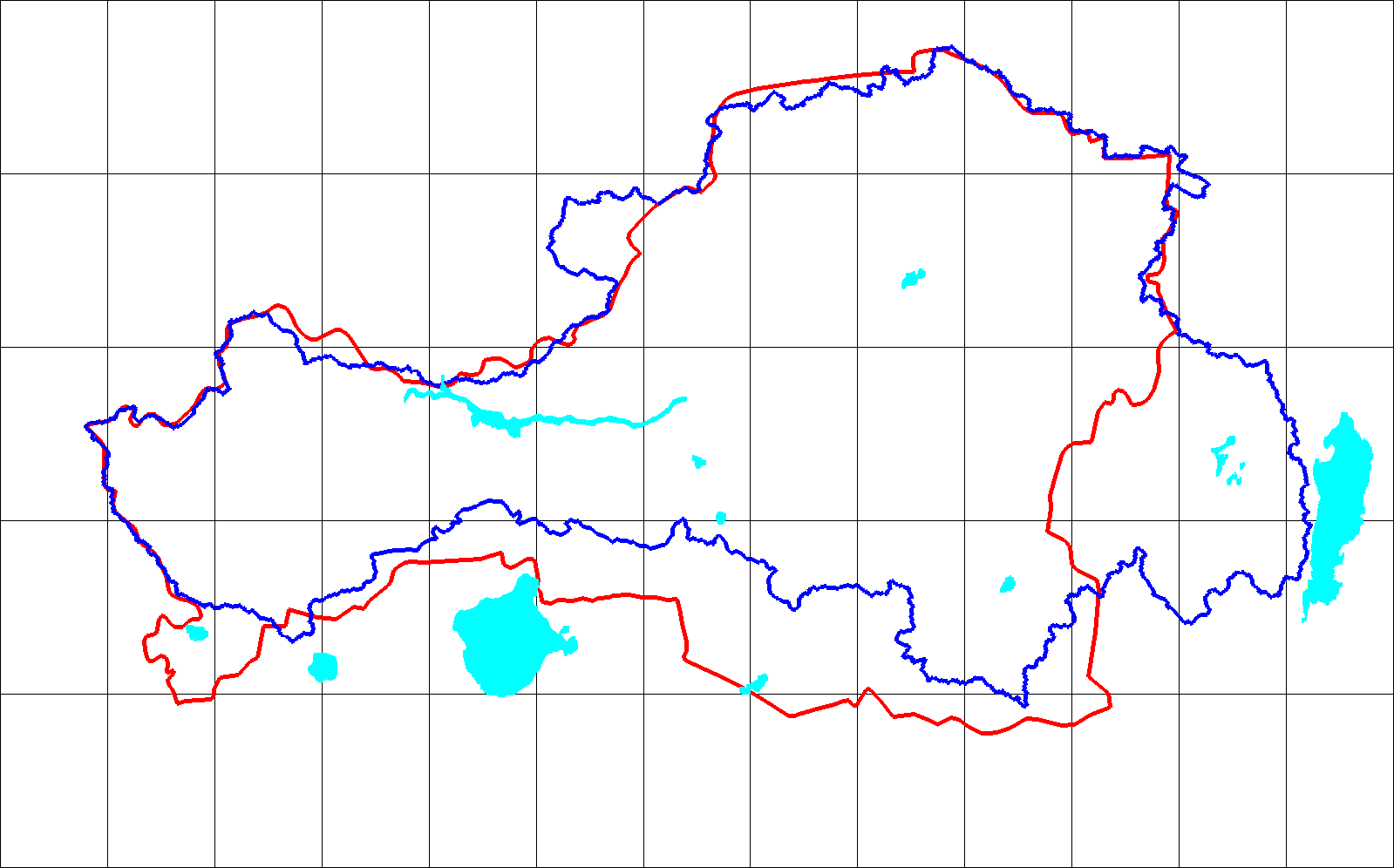
Границы Урянхайского края (синий контур) и Республики Тыва (красный контур)

В марте 1918 года IV съездом русского населения края в Урянхайском крае была провозглашена Советская власть. В июне 1918 года на совместном заседании V съезда русского населения и съезда представителей тувинского народа был принят Договор о самоопределении Тувы, тувинцев объявили «свободными от протектората». Началось перераспределение собственности, что на практике сводилось к грабежу стад, табунов и другого имущества русских купцов и тувинских скотовладельцев. Руководители хошунов, спасаясь от грабежей, стали искать защиты у монголов и китайцев. На территорию края проникли китайский и монгольский отряды, но Временное сибирское правительство летом 1918 года добилось их ухода. Однако осенью 1918 года вновь началось вторжение в Урянхайский край китайских войск под командованием Ян-Шичао, которые заняли южные и западные регионы. Затем в Урянхай вошли монгольские войска под командованием Максаржаба, которые расположились в южных районах края. В 1918-19 годах все антибольшевистские правительства Сибири стремились сохранить протекторат России над Урянхайским краем. Для этого они пытались поднять престиж тувинской буддийской администрации, повысить денежное содержание тувинского чиновничества. Омское правительство Колчака стремилось ввести в крае самоуправление с учётом традиций и обычаев местного населения. Однако оно потеряло контроль над Урянхайским краем летом 1919 года с приходом туда отрядов красных партизан А. Д. Кравченко и П. Е. Щетинкина. После ухода в сентябре 1919 года из края основных сил партизан там вновь активизировались монгольские и китайские войска, которые грабили и терроризировали местное население. После победы над Колчаком Красная армия разбила китайские отряды и в конце 1920 — начале 1921 года последние китайские солдаты покинули край, а летом 1921 года в связи с начавшейся в Монголии революцией оттуда ушёл и монгольский отряд.
В 1921 году была провозглашена независимая Народная Республика Танну-Тува, с 1926 года она стала называться Тувинская Народная Республика.